# Elena Sokolova
Elena Petrovna Sokolova (în rusă Елена Петровна Соколова; n. 13 februarie 1991, Moscova, RSFS Rusă, URSS) este o înotătoare rusă.